# Beresa
Beresa is een Duits historisch merk van motorfietsen.
De bedrijfsnaam was: Beresa Werke AG, Motoren & Fahrzeugfabrik, Beckum, Bezirk Münster
In 1923 ontstonden naast Beresa nog honderden andere kleine Duitse motorfietsmerken. De meeste richtten zich op goedkope, lichte motorfietsjes met binnenlandse tweetakt-inbouwmotoren, maar Beresa kocht Britse 350- en 500cc-JAP- en Blackburne-viertaktmotoren in. Buiten de eigen regio vonden ze echter geen aftrek en in 1925 werd de productie weer beëindigd.